# Rock 'n' Roll Nigger
Rock 'n' Roll Nigger è una canzone scritta da Patti Smith con Lenny Kaye, pubblicata nel 1978 nell'album Easter. La canzone è stata oggetto di numerose cover, ed è stata inclusa, inoltre, nella colonna sonora del film del 1994 Natural Born Killers.

## Significato del testo
Rock 'n' Roll Nigger è spesso associata, e talvolta eseguita come un unico pezzo, con la traccia Babelogue, del medesimo album. Con queste canzoni si va oltre il lato musicale vero e proprio , infatti Patti Smith cerca di creare una sorta di sua filosofia il cui pensiero guida è quello dell'essere nigger (che letteralmente significa "negro"), da intendersi in senso lato e cioè come emarginato, fuori dalla società. Un'emarginazione scelta quasi volontariamente e per niente rifiutata.

## Cover
Tra le numerose cover, si ricordano quelle eseguite dalla band irlandese U2 durante le esibizioni dal vivo e la versione dei Marilyn Manson contenuta nell'EP Smells Like Children.

## Critica
Nel 2008, la canzone è stata inclusa nella The Pitchfork 500, una guida musicale pubblicata dalla Pitchfork, che elenca le migliori 500 canzoni comprese tra il 1977 e il 2006.

La canzone è stata eliminata da Spotify per questioni legate al politicamente corretto.